# Eugenio Orozco

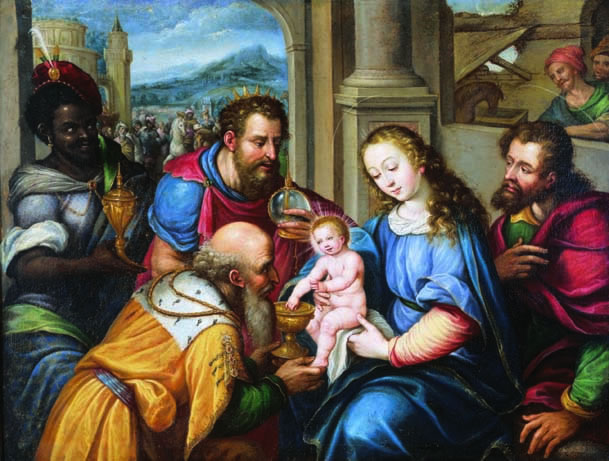
Adoración de los Reyes Magos, Monasterio de las Descalzas Reales, Madrid.

Eugenio Orozco (activo 1634-1652), fue un pintor barroco español, avecindado en Porquerizas (actual Miraflores de la Sierra), desde donde trabajó asiduamente en compañía de su hermano Mateo Orozco para la cercana Cartuja de El Paular y otras iglesias del antiguo Arzobispado de Toledo.

## Biografía y obra
Seguidores de Vicente Carducho, los hermanos Eugenio y Mateo Orozco perpetúan el estilo escurialense en fechas avanzadas, con modesta inventiva y vivos colores. Desde 1634, fecha en la que Eugenio cobró dos lienzos no especificados para la Cartuja de El Paular, a 1651, año en el que se le cita ocupado en la limpieza de los cuadros del claustro, la relación artística de los dos hermanos con la Cartuja y sus dependencias fue constante. Con ese destino realizó Eugenio sólo o en compañía de Mateo una serie de los «doce cuadros del Credo», posiblemente formado un Apostolado, para la Hospedería, catorce cuadros de martirios —de los doce Apóstoles, San Pablo y San Bernabé—, para las paredes de la capilla de San Pedro y San Pablo (in situ), otra serie de ocho santos para la sacristía y hasta cuarenta retratos de cartujos para la celda prioral, además de varios retratos de San Bruno, uno de ellos para Talamanca de Jarama, algunos Cristos en número indeterminado para las celdas de los monjes y diversos trabajos menores de brocha gorda. Al margen de estas obras para El Paular, en 1634 Eugenio se encargó del dorado y pintura del retablo de la Alameda y en 1652, muerto quizá Eugenio, Mateo firmó en solitario la Aparición de la Virgen a San Antonio del convento de las Úrsulas de Alcalá de Henares. 

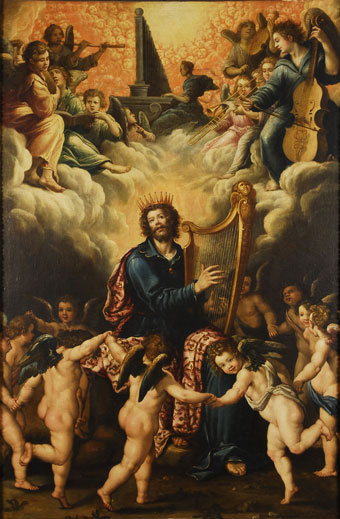
David tocando el arpa con concierto de ángeles, óleo sobre lienzo, 166 x 111 cm, colección privada.

Entre las obras firmadas por Eugenio y conservadas destaca la Última Cena del Museo del Prado, procedente del Museo de la Trinidad, lienzo de considerables dimensiones (2,68 X 8,68) y deficientemente conservado que se pensó que era el descrito por Antonio Ponz en el refectorio de la Cartuja, indicando que se trataba de una copia de la cena de Tiziano con alguna licencia y el añadido de algunas figuras. De este cuadro se conserva otra versión también firmada y de poco menor tamaño en el Museo Cerralbo que se ha comprobado era la que estaba antiguamente en el citado refectorio y ahora se encuentra en depósito temporal en la cartuja de El Paular. La firmada Adoración de los Reyes del Monasterio de las Descalzas Reales se inspira en modelos flamencos del siglo anterior, interpretados con la técnica y el color escurialenses. Un aspecto más original, por su infrecuente iconografía, presenta un David tocando el arpa junto a un concierto de ángeles obra recientemente aparecida en el comercio de arte y subastada en 2009.